# Wind: A Breath of Heart
《Wind: A Breath of Heart》是日本遊戲公司minori開發的視覺小說系列，2002年4月19日首次以日本成人遊戲來販賣，適合個人電腦使用。2003年，《Wind: A Breath of Heart》被移植到Dreamcast與PlayStation 2。《Wind: A Breath of Heart》於2004年被改編成動畫、OVA與漫畫。該作品的片頭動畫和插入動畫是由後來的動畫導演新海誠製作而引發了話題。

## 故事介紹
講述男主角在父親去世之後與妹妹搬回十多年前所出生的故鄉風音市, 與可以使用不可思議的能力的少女們所發生的故事。

## 登場人物
丘野真（声：菅沼久義）
故事的男主角，以前在這個城鎮居住，後來因為某種原因而搬走了，而有因某種原因又再度回來，擅長廚藝，其能力為能將對方的能力無效化。
鳴風水面（声：春野日和/倖月美和）
真的青梅竹馬，小時侯和真的約定到現在還記得，待人親切，但帶有一點冒失，能力為自由控制風。
丘野日向（声：阿谷ほのか/笠井律子）
真的義妹。
藤宮望（声：樱井美鈴/岡田純子）
真的同學。
藤宮若葉（声：ありす/青木沙耶香）
真的同學。
月代彩（声：理多/平井理子）
橘勤（声：陶山章央）
真的同學。
紫光院霞（声：児玉さとみ）
鳴風秋人（声：堀川仁）
みなも的父親。
葵優子

## 動畫版
2004年開始播放《Wind: A Breath of Heart》動畫，總共13話（DVD收錄另外4話）。

### 工作人員
- 原案 - minori
- 原作：酒井伸和
- 企劃：福井政文、及川武、川村明廣、松江正俊、酒匂暢彦、中村直樹、根岸弘
- 企劃協力：叶希一、Alchemist
- 総監督・系列構成：東郷光宏
- 導演演出：千葉大輔
- 角色原案：結城辰也、庄名泉石
- 角色設計・総作画監督 - 吉野真一
- プロップデザイン：村田護郎
- 色彩設計：田中真紀
- 美術監督：中村光毅
- コンポジットディレクター：長牛豐
- 編集：後藤正浩（TAVAC）
- 音響監督：田中英行
- 音楽：村山達哉
- 音楽製作：Frontier Works
- 音楽製作人：吉川明（Frontier Works）
- 製作人：畑中利雄（IMAGICA Imageworks）、中村誠（Frontier Works）、高山智子（Geneon Universal Entertainment Japan）、水上高志（双日）、武智恒雄（KlockWorx）、山崎明日香（AT-X）、野村宙（RADIX）
- 動畫制作：RADIX
- 製作：Wind製作委員会

### 主題歌
片頭曲「Feel on the wind.」
作詞 - nbkz SAKAI / 作曲・編曲 - TENMON / 歌 - 笠原弘子

### 各話列表
| 話数   | 標題                 | 作畫指導 | 分鏡     | 演出       | 作畫監督          |
| ------ | -------------------- | -------- | -------- | ---------- | ----------------- |
| 1      | 再会のメロディ       | 東郷光宏 | 岩間貴   | 千葉大輔   | 松竹徳幸          |
| 2      | 思い出の約束         | 東郷光宏 | 岩間貴   | 長村伸治   | 氏家章雄          |
| 3      | 彩という名の少女     | 東郷光宏 | 加藤洋人 | 加藤洋人   | 紅組              |
| 4      | 親とはぐれた子供たち | 鴻野貴光 | 加藤洋人 | 加藤洋人   | 紅組              |
| 5      | 光と影               | 堀井明子 | 岩間貴   | 千葉大輔   | 龜田義明          |
| 6      | 踏み出す勇気         | 堀井明子 | 岩間貴   | 長村伸治   | 阿部智之          |
| 7      | 青い空の優しさ       | 鴻野貴光 | 小坂春女 | 岡嶋国敏   | 氏家章雄          |
| 8      | 風と夜空と           | 堀井明子 | 小坂春女 | 千葉大輔   | 髙田晃            |
| 9      | 風音の咆吼           | 鴻野貴光 | 岩間貴   | 千葉大輔   | 三浦和也          |
| 9.5    | 風の悲しみ           | 鴻野貴光 | 岩間貴   | 長村伸治   | 醍醐ひかり        |
| 10     | 同化体               | 堀井明子 | 岩間貴   | 大沼心     | 服部憲知          |
| 10.4   | 想い伝えて…          | 鴻野貴光 | 岩間貴   | 千葉大輔   | 阿部智之          |
| 10.8   | 想い戸惑い           | 鴻野貴光 | 高田淳   | 佐久間信計 | 催田鐘基          |
| 11     | 古からの運命         | 堀井明子 | 植田秀仁 | 岡嶋国敏   | 三浦和也          |
| 12     | 風と共に             | 堀井明子 | 岩間貴   | 千葉大輔   | 吉野真一 阿部智之 |
| 12.0   | 想い届くとき         | 堀井明子 | 高田淳   | 伊魔崎齋   | 伊魔崎齋          |
| 特別編 | 想いめぐる           | -        | -        | -          | -                 |

### 播放電視台
| 播放電視臺     | 播放期間                 | 播放時間                        | 放送地區       |
| -------------- | ------------------------ | ------------------------------- | -------------- |
| AT-X           | 2004年6月30日 - 9月22日  | 水曜 11:30 - 12:00 （初回放送） | Sky PerfecTV!  |
| KBS京都        | 2004年7月5日 - 9月27日   | 月曜 25:25 - 25:55              | 独立UHF系      |
| tvk            | 2004年7月6日 - 9月28日   | 火曜 25:05 - 25:35              | 独立UHF系      |
| BS朝日         | 2004年7月12日 - 10月4日  | 月曜 26:00 - 26:30              | BSデジタル放送 |
| 東京都會電視臺 | 2004年7月15日 - 10月7日  | 木曜 25:00 - 25:30              | 独立UHF系      |
| 信越電視臺     | 2004年7月16日 - 10月8日  | 金曜 26:00 - 26:30              | TBS系          |
| 奈良電視臺     | 2004年7月22日 - 10月14日 | 木曜 24:24 - 24:54              | 独立UHF系      |
| 熊本電視台     | 2004年7月26日 - 10月18日 | 月曜 26:45 - 27:15              | TBS系          |
| 群馬電視臺     | 2004年10月1日 - 12月24日 | 金曜 25:45 - 26:15              | 独立UHF系      |

### OVA版
《Wind: A Breath of Heart》OVA版全3巻。

#### 工作人員
- 原案 - minori
- 企画 - 中村正雄
- 監督 - 冨永恒雄
- 脚本 - 渡辺麻実
- キャラクターデザイン - 西野理恵
- 色彩設計 - 西香代子
- 美術監督 - 中原英統
- 撮影監督 - 土田栄司（第1話）、関谷能弘（第2話、第3話）
- 編集 - 田熊純
- 音楽 - 野崎美波
- 音楽制作人 - 横山光則
- 音響監督 - 飯塚康一
- 動畫制作人 - 新谷義浩
- 動畫制作 - ヴェネット
- 製作 - KSS

#### 主題歌
片頭曲「地図のない物語」
作詞 - 真間稜 / 作曲・編曲 - 斉藤英夫 / 歌 - 中司雅美
片尾曲「輝いて」
作詞 - 真間稜 / 作曲 - 宮島律子 / 編曲 - 中村康就 / 歌 - 中司雅美

#### 每集資料
| 話数        | 標題 | 作畫指導 | 演出     | 作畫監督                          |
| ----------- | ---- | -------- | -------- | --------------------------------- |
| Serial No.0 |      |          |          |                                   |
| Volume.1    | 再会 | 冨永恒雄 | 羽生尚靖 | 青木真理子                        |
| Volume.2    | 予感 | 冨永恒雄 | 荒木英樹 | 荒木英樹 青木真理子（總作画監督） |
| Volume.3    | 希望 | 冨永恒雄 | 榎本守   | 青木真理子                        |

## 外部連結
- アルケミスト （页面存档备份，存于）（日語）
- Wind: A Breath of Heart（動畫）在動畫新聞網百科全書中的資料（英文）
- 《Wind: A Breath of Heart》在視覺小說數據庫的頁面 （英文）